# 克里沃里日亚 (波克罗夫斯克区)

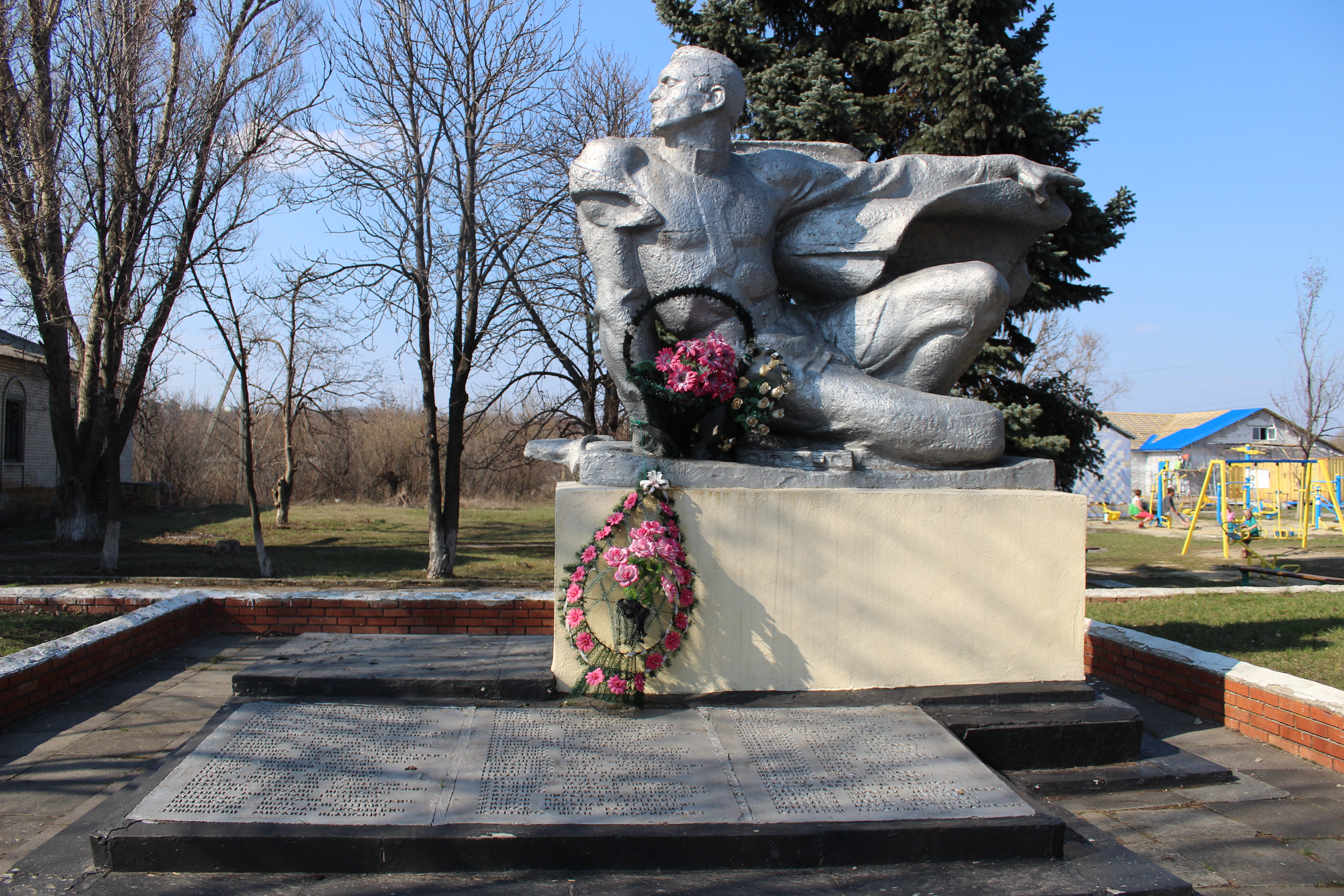
战士纪念碑

克里沃里日亚（烏克蘭語：Криворіжжя），是烏克蘭東部頓涅茨克州波克羅夫斯克區克里沃里日亚市镇内的村落及该市镇的行政中心。處於貝克河和沃佳納河的匯流處，面積2.7平方公里，2001年人口1,152。